# Herrschaft Wolkenburg
Die Herrschaft Wolkenburg war eine bis ins 19. Jahrhundert unter kursächsischer Oberherrschaft stehende Patrimonialherrschaft, welche inmitten der Schönburgischen Herrschaften lag und als Exklave zum kursächsischen Amt Borna gehörte.

## Geographische Lage
Das zusammenhängende Gebiet der ehemaligen Herrschaft Wolkenburg mit den Orten Wolkenburg/Mulde (mit dem Gut Biensdorf), Dürrengerbisdorf (anteilig), Herrnsdorf, Uhlsdorf, Kaufungen (mit Sorge und Mühlwiese) und Schlagwitz befand sich beiderseits der Zwickauer Mulde zwischen Waldenburg im Südwesten und Penig im Nordosten. Weiterhin gehörte zum Gebiet die Exklave Jahnshorn und territorial vom Kerngebiet getrennter Streubesitz in Franken.
Das Gebiet der ehemaligen kursächsischen Herrschaft Wolkenburg gehörte als Exklave zum ebenfalls kursächsischen Amt Borna, von dem es durch die schönburgische, unter kursächsischer Lehnsherrschaft stehende Herrschaft Penig getrennt wurde. Die kursächsische Herrschaft Wolkenburg trennte wiederum die Schönburgischen Herrschaften in einen Nord- und einen Südteil.
Das Gebiet der einstigen Herrschaft Wolkenburg bildet heute den nördlichsten Teil des sächsischen Landkreises Zwickau. Der Großteil des Gebiets mit den Orten Wolkenburg/Mulde, Dürrengerbisdorf, Herrnsdorf, Uhlsdorf und Kaufungen bildet heute den Ortsteil Wolkenburg-Kaufungen der Stadt Limbach-Oberfrohna. Jahnshorn gehört heute zur Gemeinde Niederfrohna. Die Orte Schlagwitz und Franken sind heute Ortsteile der Stadt Waldenburg.

## Angrenzende Verwaltungseinheiten
| Kreisamt Altenburg (Herzogtum Sachsen-Altenburg)         | Herrschaft Penig (Schönburgische Lehnsherrschaft)        |                                                      |
| Herrschaft Waldenburg (Schönburgische Standesherrschaft) | Kompassrose, die auf Nachbargemeinden zeigt              | Amt Chemnitz (Kurfürstentum bzw. Königreich Sachsen) |
|                                                          | Herrschaft Waldenburg (Schönburgische Standesherrschaft) | Herrschaft Penig (Schönburgische Lehnsherrschaft)    |

## Geschichte

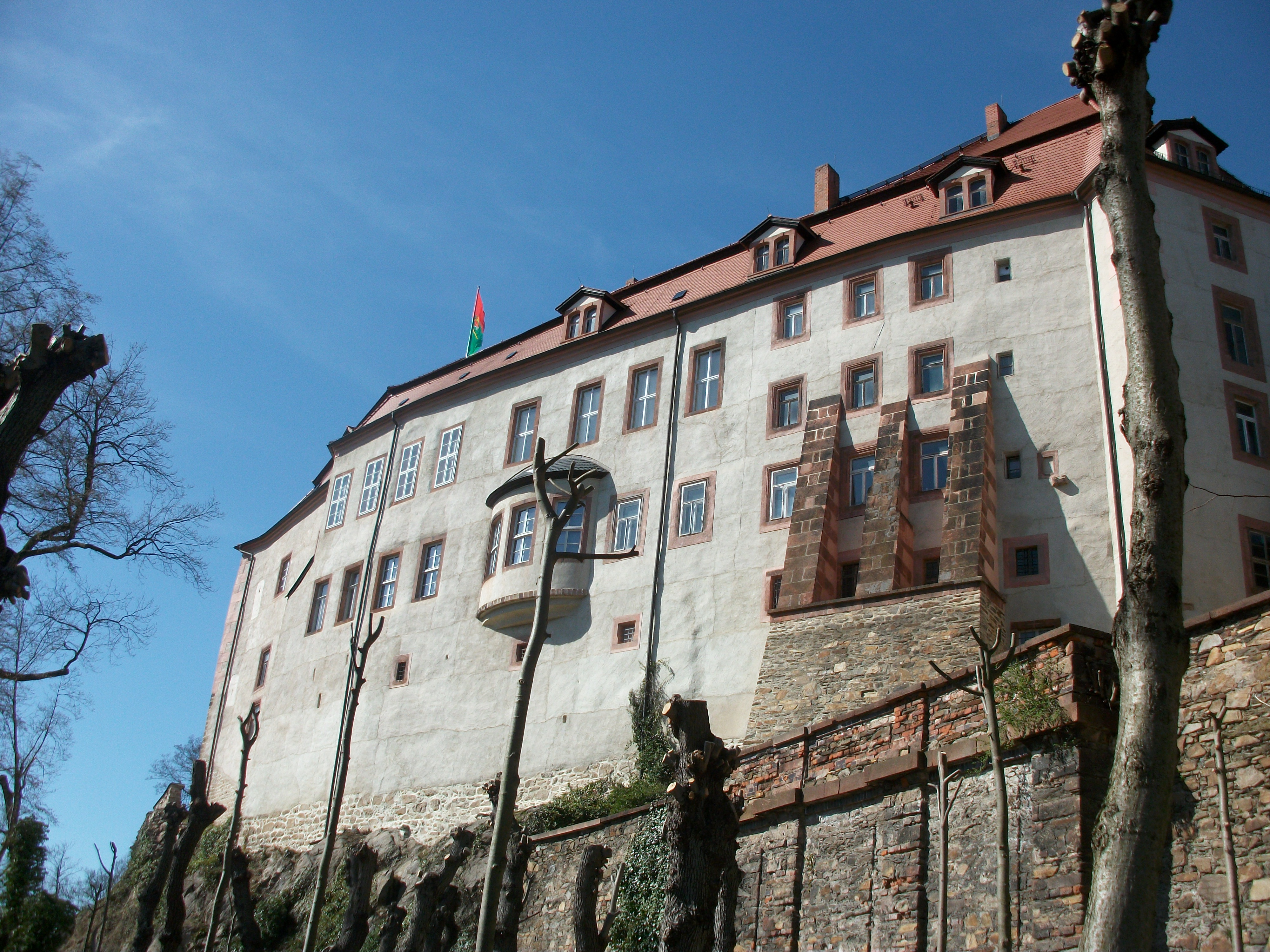
Schloss Wolkenburg, Außenansicht

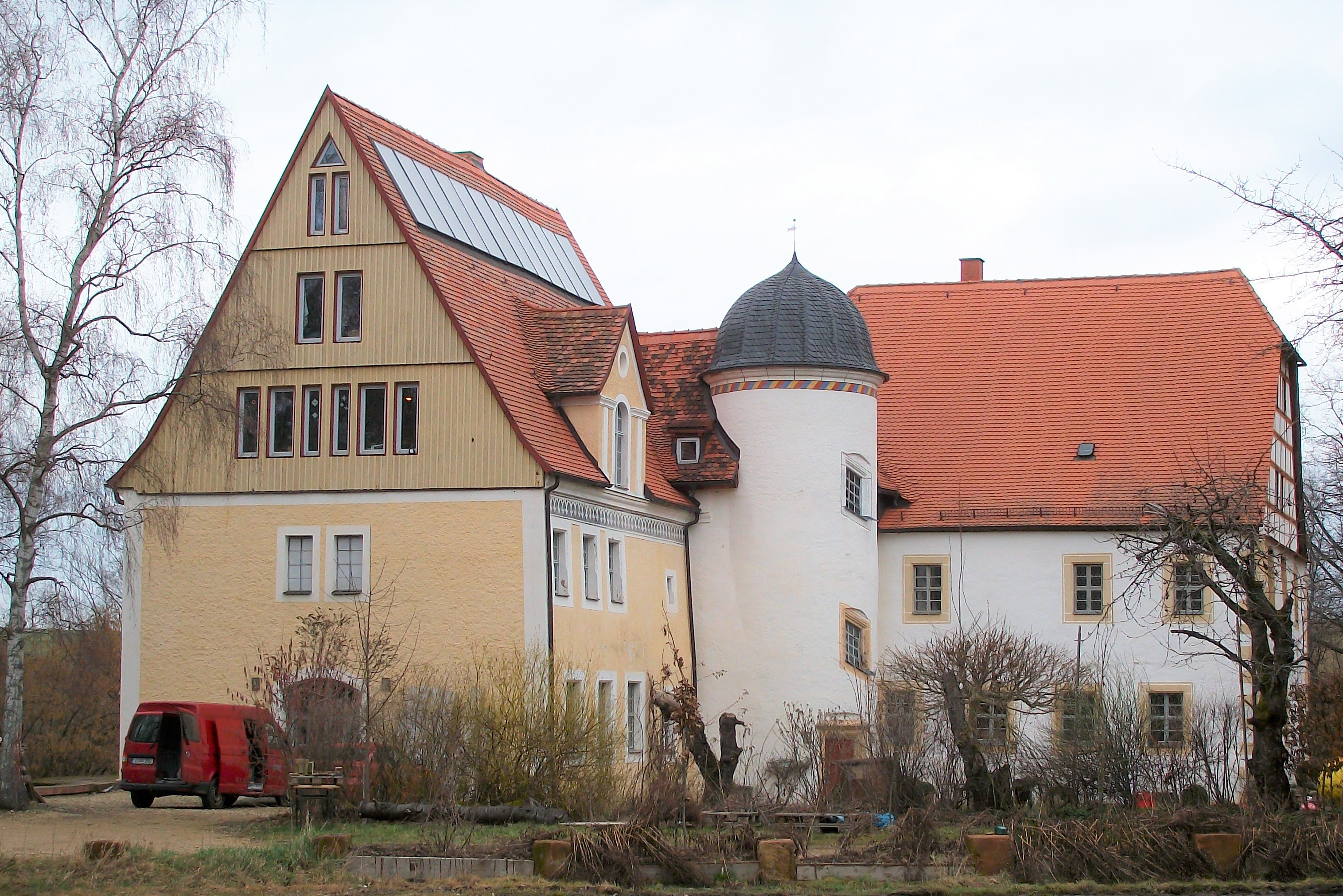
Schloss Kaufungen

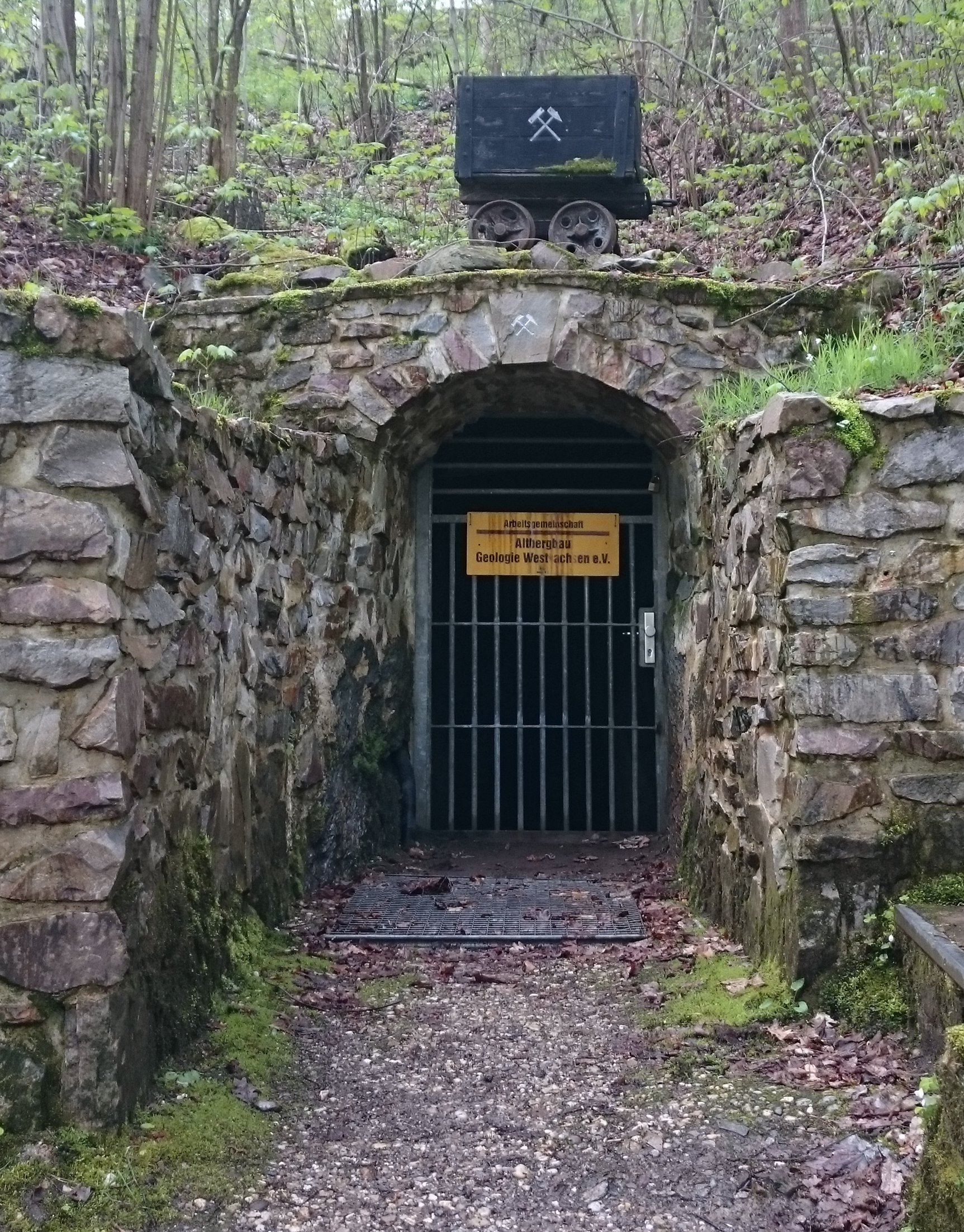
Eingang zum Besucherbergwerk St. Anna in Wolkenburg-Kaufungen

Die beiden Hauptorte der Herrschaft Wolkenburg, Kaufungen und Wolkenburg wurden zum ersten Mal in den Jahren 1226 bzw. 1241 urkundlich erwähnt. Die Besiedlung der Gegend erfolgte im 12. Jahrhundert durch Wiprecht von Groitzsch. Während in Wolkenburg bereits zu dieser Zeit eine Burganlage bestand, existierte in Kaufungen ein Rittergut. Während das Schloss Wolkenburg im 13. und 14. Jahrhundert im Besitz der Herren von Colditz-Wolkenburg war, gehörte das Rittergut Kaufungen der adligen Familie von Kaufungen, die zu den meißnischen Uradelsgeschlechtern zählte und im Jahr 1231 mit Henricus de Khoufungen erstmals urkundlich fassbar wurde. Mit der Aufnahme des Erzbergbaus auf dem Ulrichsberg (Ullersberg) südlich von Wolkenburg begann im Jahr 1345 der bis ins 19. Jahrhundert andauernde Bergbau im Wolkenburger Revier. Im 15. Jahrhundert gehörten das Rittergut Kaufungen und das Schloss Wolkenburg zum Besitz des Kunz von Kauffungen, der durch den Altenburger Prinzenraub im Jahr 1455 schicksalhafte Berühmtheit erlangte. Nach seiner Gefangennahme und Enthauptung wurden seine Besitzungen eingezogen.
Seitdem gehörte die Herrschaft Wolkenburg den Markgrafen von Meißen aus dem Haus Wettin. Inmitten der Schönburgischen Herrschaften gelegen, unterstanden die Orte der Herrschaft Wolkenburg bis ins 19. Jahrhundert als Exklave dem kursächsischen bzw. königlich-sächsischen Amt Borna. Zur Herrschaft Wolkenburg gehörten die Orte Wolkenburg (mit dem Schloss und der Wüstung Biensdorf), Kaufungen (mit dem Rittergut, Mühlwiese und Sorge), Dürrengerbisdorf (anteilig), Herrnsdorf, Uhlsdorf, Schlagwitz, ein Anteil von Franken und die Exklave Jahnshorn.
Der Besitz der benachbarten Schlösser Wolkenburg und Kaufungen unterstand seit 1766 einer gemeinsamen Gerichtsverwaltung. Die Grundherrschaft wurde in dieser Zeit durch die Herren von Einsiedel ausgeübt. Graf Friedrich Karl von Einsiedel, Sohn des Diplomaten Karl von Einsiedel, trat im Jahr 1851 die Gerichtsbarkeit des Ritterguts Wolkenburg mit Kaufungen an den Staat ab. Dadurch kamen die Orte der Herrschaft Wolkenburg im Jahr 1851 an das königlich-sächsische Gericht Limbach und im Jahr 1856 zum Gerichtsamt Penig, das im Jahr 1875 in der Amtshauptmannschaft Rochlitz aufging.

## Zugehörige Orte
- Dürrengerbisdorf (Wolkenburger Anteil)
- Franken (Wolkenburger Anteil)
- Herrnsdorf
- Jahnshorn (Exklave)
- Kaufungen mit Mühlwiese und Sorge
- Schlagwitz
- Uhlsdorf
- Wolkenburg mit Biensdorf